# 西坡遗址 (灵宝市)
西坡遗址，是一个位于河南省灵宝市阳平镇西坡村西小涧河东岸的台地上的遗址，与南涧村接壤，與仰韶文化時代相當，約從公元前五千年延續到今天公元前二千七百年. 。北距黄河约8公里，南距秦岭北坡约3公里。西坡遗址是北阳平遗址群内的二级聚落。

## 概述
西坡遗址南北长1000米，东西宽650米。断崖上暴露文化层厚达4米，有小口尖底瓶、夹砂红陶鼎、鬲、泥质红陶缸、罐；纹饰以绳纹为主，彩陶次之。彩陶以黑彩为主，红彩较少，有少量黑红并施的复彩和白衣彩。在晚段白衣彩和复彩有增多趋势；出土有一件筒形器以红黑复彩通体绘上中下三组“西阴纹”，每组分四个单元按二方连续方式排列。
石器有斧、刀、铲，属于仰韶文化，该遗址被认为可能与黄帝有关。1979年公布为县级重点文物保护单位。2006年，考古发掘项目入选“全国十大考古新发现”。